# شهرستان آزادشهر
شهرستان آزادشهر یکی از شهرستان‌های ایران است که در استان گلستان قرار دارد. مرکز این شهرستان، شهر آزادشهر است.

## مراکز گردشگری
از مراکز گردشگری و باستانی این شهرستان می‌توان بقاع امامزادگان محمد بن زید و محمد بن جعفر صادق (آق امام)، پارک جنگلی شبنم و پارک زیتون تپه و بنیاد نیمروز و نخستین نشریه استان گلستان بنام گلستان نو و هفته نامه نیمروز در سال ۱۳۷۶ را نام برد.
آزادشهر به لحاظ قرار داشتن در جاده بین‌المللی و محل تلاقی جاده‌های گنبد کاووس _گرگان (تهران) - شاهرود - مینودشت (مشهد) به نوعی چهار راه محسوب می‌شود. متعاقب تفکیک منطقه شرقی مازندران از استان مازندران، استان گلستان تشکیل می‌شود به مرکزیت شهر بزرگ گرگان. و آزادشهر نیز از همان زمان در تقسیمات کشوری از شهر به شهرستان تغییر می‌نماید. آزادشهر اقوام مختلفی از سراسر ایران را در خود گنجانده‌است به همین لحاظ می‌توان آن‌را ایران کوچک استان گلستان نامید.

## جمعیت
جمعیت این شهرستان در سال ۱۳۹۰ شمسی برابر با ۹۶۱۱۰ نفر بوده‌است.
اکثریت جمعیت این شهر را قومیت کتولی و طبری تشکیل میدهند و درکنار آنها اقوام مهاجر دیگر نیز ساکن هستند 

## تقسیمات کشوری
- بخش چشمه‌ساران
  - دهستان چشمه‌ساران
  - دهستان خرمارود جنوبی

شهر: نوده خاندوز
- بخش مرکزی شهرستان آزادشهر
  - دهستان خرمارود شمالی
  - دهستان نظام‌آباد (آزادشهر)

شهرها: آزادشهر و نگین‌شهر

## جایگاه جغرافیایی
آزاد شهر از غرب به شهرستان رامیان و مرکز استان گرگان متصل می‌باشدشهرستان آزادشهر شهری است که تمام مسافران امام رضا ع از این شهرستان عبور می‌کنند.
آزادشهر از شمال به شهرستان گنبد کاووس و ازسمت شرق به شهرستان مینودشت وازجنوب به شهرستان شاهرود و استان سمنان متصل است.